# Forint
Forintul maghiar sau Florinul maghiar (cod ISO 4217: HUF) este moneda oficială a Ungariei. Din punct de vedere istoric 1 forint = 100 filléri, dar fillérul nu mai este în circulație din 1999.
Începând cu 1 martie 2008, au fost scoase din circulație și monedele de 1 forint și 2 forinți.

## Istoric
Numele de forint vine din orașul Florența, unde, începând cu anul 1252 au fost bătute monede de aur numite fiorino d'oro. În Ungaria, florentinus (mai târziu forint), un tip de monedă de aur, a început să fie folosit începând din 1325, pe vremea lui Carol Robert de Anjou, iar apoi alte țări i-au urmat exemplul.
Între 1868 și 1892, forintul a fost folosit în limba maghiară pentru moneda Imperiului Austro-Ungar, cunoscută în germană ca gulden austro-ungar sau florin austro-ungar. Era divizat în 100 krajczár (krajcár în maghiara modernă, iar în română: creițar).

## Monede
Monedele au următoarele valori nominale: 5, 10, 20, 50, 100, 200 de forinți.

## Bancnote
| valoare       | avers | revers |
| ------------- | ----- | ------ |
| 500 forinți   |       |        |
| 1000 forinți  |       |        |
| 2000 forinți  |       |        |
| 5000 forinți  |       |        |
| 10000 forinți |       |        |
| 20000 forinți |       |        |

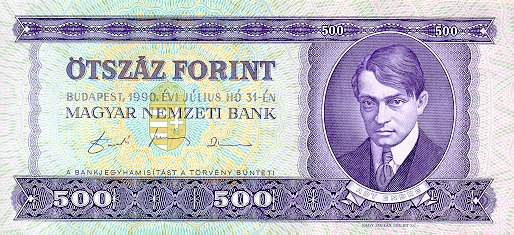
Bancnota de 500 forinți (emisiunea 1990, cu efigia poetului Endre Ady)
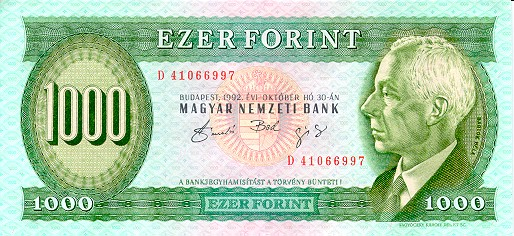
Bancnota de 1.000 forinți (emisiunea 1992, cu efigia compozitorului Béla Bartók)
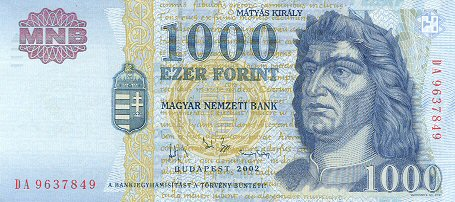
Bancnota de 1.000 forinți (emisiunea 2002, cu efigia regelui Matia Corvinul)

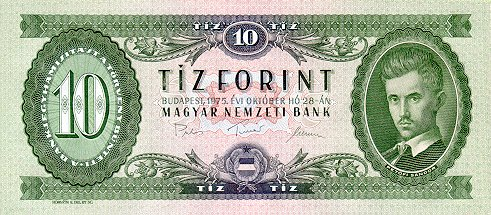
Bancnota de 10 forinți (emisiunea 1975, cu efigia poetului și revoluționarului Sándor Petőfi)
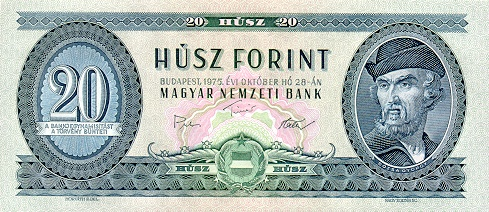
Bancnota de 20 forinți (emisiunea 1975, cu efigia răsculatului Gheorghe Doja)
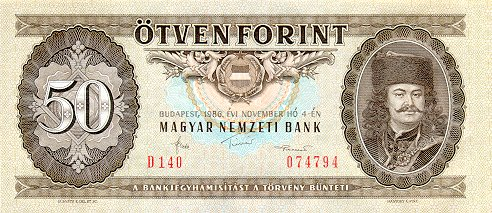
Bancnota de 50 forinți (emisiunea 1986, cu efigia răsculatului Francisc Rákóczi al II-lea)